# Tony Awards 1985
Die Verleihung der 39. Tony Awards 1985 (39th Annual Tony Awards) fand am 2. Juni 1985 im Shubert Theatre in New York City statt. Moderatoren, Laudatoren und Darsteller der Veranstaltung waren Danny Aiello, Susan Anton, Hinton Battle, Deborah Bauers, Deborah Burrell, Terry Burrell, Jim Dale, Loretta Devine, Jackie Gleason, Julie Harris, Rex Harrison, George Hearn, Van Johnson, Raul Julia, Rosetta LeNoire, Mary Martin, Millicent Martin, Maureen McGovern, Rita Moreno, Mike Nichols, Stefanie Powers, Juliet Prowse, Tony Randall, Lee Roy Reams, Lynn Redgrave, Chita Rivera, Wanda Richert, Tony Roberts, Rex Smith, Leslie Uggams, Dick Van Dyke, Ben Vereen und Tom Wopat. Ausgezeichnet wurden Theaterstücke und Musicals der Saison 1984/85, die am Broadway ihre Erstaufführung hatten. Erstmals in der Geschichte der Tony Awards wurden die Preiskategorien Bester Hauptdarsteller Musical, Beste Hauptdarstellerin Musical und Beste Choreographie nicht vergeben. Die Preisverleihung wurde von Columbia Broadcasting System im Fernsehen übertragen.

## Hintergrund
Die Antoinette Perry Awards for Excellence in Theatre, oder besser bekannt als Tony Awards, werden seit 1947 jährlich in zahlreichen Kategorien für herausragende Leistungen bei Broadway-Produktionen und -Aufführungen der letzten Theatersaison vergeben. Zusätzlich werden verschiedene Sonderpreise, z. B. der Regional Theatre Tony Award, verliehen. Benannt ist die Auszeichnung nach Antoinette Perry. Sie war 1940 Mitbegründerin des wiederbelebten und überarbeiteten American Theatre Wing (ATW). Die Preise wurden nach ihrem Tod im Jahr 1946 vom ATW zu ihrem Gedenken gestiftet und werden bei einer jährlichen Zeremonie in New York City überreicht.

## Gewinner und Nominierte

### Theaterstücke
| Kategorie                            | Preisträger       | Theaterstück                             | Nominierungen |
| Bestes Theaterstück                  | Neil Simon        | Biloxi Blues                             | - As Is – William M. Hoffman - Hurlyburly – David Rabe - Ma Rainey’s Black Bottom – August Wilson                                                                   |
| Bester Hauptdarsteller Theaterstück  | Derek Jacobi      | Much Ado About Nothing als Benedick      | - Jim Dale in A Day in the Death of Joe Egg als Bri - Jonathan Hogan in As Is als Rich - John Lithgow in Requiem for a Heavyweight als Harlan "Mountain" McClintock |
| Beste Hauptdarstellerin Theaterstück | Stockard Channing | A Day in the Death of Joe Egg als Sheila | - Sinéad Cusack in Much Ado About Nothing als Beatrice - Rosemary Harris in Pack of Lies als Barbara Jackson - Glenda Jackson in Strange Interlude als Nina Leeds   |
| Bester Nebendarsteller Theaterstück  | Barry Miller      | Biloxi Blues als Arnold Epstein          | - Charles S. Dutton in Ma Rainey’s Black Bottom als Levee - William Hurt in Hurlyburly als Eddie - Edward Petherbridge in Strange Interlude als Charles Marsden     |
| Beste Nebendarstellerin Theaterstück | Judith Ivey       | Hurlyburly as Bonnie                     | - Joanna Gleason in A Day in the Death of Joe Egg als Pam - Theresa Merritt in Ma Rainey’s Black Bottom als Ma Rainey - Sigourney Weaver in Hurlyburly als Darlene  |
| Beste Theaterregie                   | Gene Saks         | Biloxi Blues                             | - Keith Hack – Strange Interlude - Terry Hands – Much Ado About Nothing - Marshall W. Mason – As Is                                                                 |

### Musicals
| Kategorie                       | Preisträger                                                    | Musical                             | Nominierungen |
| Bestes Musical                  | William Hauptman (Buch) und Roger Miller (Musik und Liedtexte) | Big River                           | - Grind - Leader of the Pack - Quilters |
| Bester Hauptdarsteller Musical  | Preiskategorie wurde nicht vergeben                            | Preiskategorie wurde nicht vergeben | Preiskategorie wurde nicht vergeben |
| Beste Hauptdarstellerin Musical | Preiskategorie wurde nicht vergeben                            | Preiskategorie wurde nicht vergeben | Preiskategorie wurde nicht vergeben |
| Bester Nebendarsteller Musical  | Ron Richardson                                                 | Big River als Jim                   | - René Auberjonois in Big River als The Duke - Daniel H. Jenkins in Big River als Huckleberry Finn - Kurt Knudson in Take Me Along als Sid Davis     |
| Beste Nebendarstellerin Musical | Leilani Jones                                                  | Grind als Satin                     | - Evalyn Baron in Quilters als Daughter of the Frontier - Mary Beth Peil in The King and I als Anna Leonowens - Lenka Peterson in Quilters als Sarah |
| Bestes Musicallibretto          | William Hauptman                                               | Big River                           | - Fay Kanin – Grind - Michael Stewart – Harrigan ’N Hart - Molly Newman und Barbara Damashek – Quilters                                              |
| Beste Originalmusik             | Roger Miller (Musik und Liedtexte)                             | Big River                           | - Grind – Larry Grossman (Musik) und Ellen Fitzhugh (Liedtexte) - Quilters – Barbara Damashek (Musik und Liedtexte)                                  |
| Beste Musicalregie              | Des McAnuff                                                    | Big River                           | - Barbara Damashek – Quilters - Mitch Leigh – The King and I - Harold Prince – Grind                                                                 |

### Theaterstücke oder Musicals
| Kategorie            | Preisträger                         | Theaterstück bzw. Musical           | Nominierungen |
| Bestes Bühnenbild    | Heidi Landesman                     | Big River                           | - Clarke Dunham – Grind - Ralph Koltai – Much Ado About Nothing - Voytek and Michael Levine – Strange Interlude  |
| Beste Choreographie  | Preiskategorie wurde nicht vergeben | Preiskategorie wurde nicht vergeben | Preiskategorie wurde nicht vergeben                                                                              |
| Beste Kostüme        | Florence Klotz                      | Grind                               | - Patricia McGourty – Big River - Alexander Reid – Cyrano de Bergerac - Alexander Reid – Much Ado About Nothing  |
| Bestes Lichtdesign   | Richard Riddell                     | Big River                           | - Terry Hands – Cyrano de Bergerac - Terry Hands – Much Ado About Nothing - Allen Lee Hughes – Strange Interlude |
| Beste Wiederaufnahme | Peter Nichols                       | A Day in the Death of Joe Egg       | - Cyrano de Bergerac - Much Ado About Nothing - Strange Interlude                                                |

### Sonderpreise (ohne Wettbewerb)
| Kategorie              | Preisträger                                    | Grund der Preisverleihung                             |
| Regional Theatre Award | Steppenwolf Theatre Company, Chicago, Illinois |                                                       |
| Special Tony Award     | Yul Brynner                                    | In Würdigung seiner 4,525 Auftritte in The King and I |
| Special Tony Award     | New York State Council on the Arts             |                                                       |

## Statistik

### Mehrfache Nominierungen
- 10 Nominierungen: Big River
- 7 Nominierungen: Grind und Much Ado About Nothing
- 6 Nominierungen: Quilters und Strange Interlude
- 4 Nominierungen: A Day in the Death of Joe Egg und Hurlyburly
- 3 Nominierungen: As Is, Biloxi Blues, Cyrano de Bergerac, The King and I und Ma Rainey’s Black Bottom

### Mehrfache Gewinne
- 7 Gewinne: Big River
- 3 Gewinne: Biloxi Blues
- 2 Gewinne: A Day in the Death of Joe Egg und Grind